# گلوتاریک اسید
گلوتاریک اسید (به انگلیسی: Glutaric acid) با فرمول شیمیایی C۵H۸O۴ یک دی کربوکسیلیک اسید خطی با شناسه پاب‌کم ۷۴۳ است. که جرم مولی آن ۱۳۲٫۱۲ g/mol می‌باشد. 